# Oggiona con Santo Stefano
Oggiona con Santo Stefano es una localidad y comune italiana de la provincia de Varese, región de Lombardía, con 4.354 habitantes.

## Evolución demográfica
| Gráfica de evolución demográfica de Oggiona con Santo Stefano entre 1861 y 2001 |
|                                                                                 |
| Fuente ISTAT - elaboración gráfica de Wikipedia                                 |